# Кухня Боснии и Герцеговины

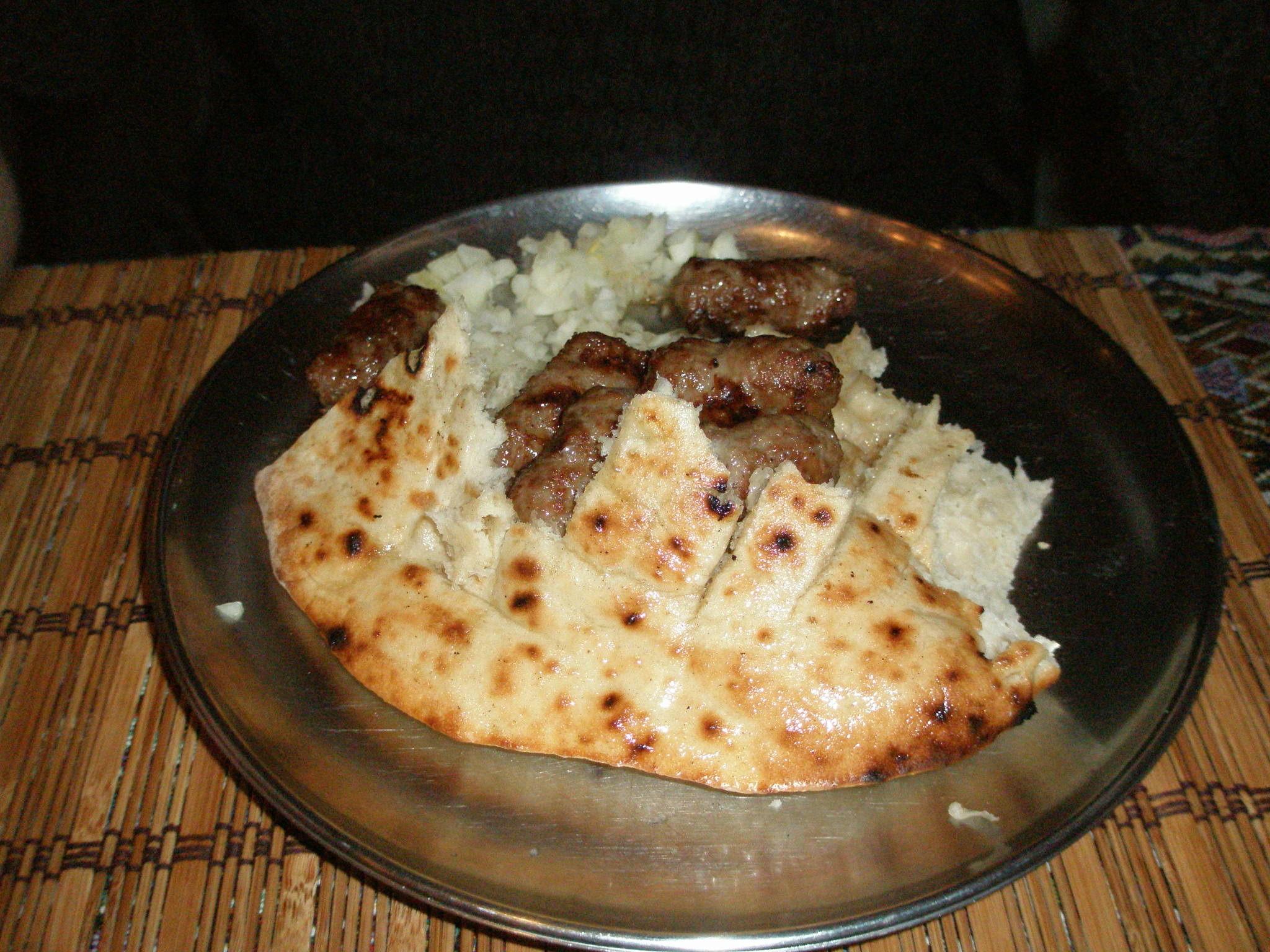
Боснийский чевапчичи с луком в пите

Боснийская кухня (босн. Bosanska kuhinja) — кухня, которая уравновешивается между западными и восточными влияниями. Еда тесно связана с турецкой, ближневосточной и другими средиземноморскими кухнями. Также огромное влияние оказывала Австро-Венгрия.
В боснийской кухне используется много специй, но, как правило, в умеренных количествах. Большинство блюд приготовлены в большом количестве воды; соусы полностью натуральные, что украшает[что?] природные соки овощей в блюде. Типичные ингредиенты включают помидоры, картофель, лук, чеснок, сладкий перец, огурцы, морковь, капуста, грибы, шпинат, кабачок, сушёные и свежие бобы, сливы, молоко, перец и сливки (павлака и каймак). Типичные мясные блюда включают в первую очередь говядину и баранину, например, Боснийский горшок. Известны также традиционные балканские блюда: чевапчичи, бурек, долма, сарма, плов, гуляш, айвар и целый ряд восточных сладостей. Лучшие местные вина родом из Герцеговины, где климат подходит для выращивания винограда. Сливовая или яблочная ракия производятся в Боснии.